# 新典社
新典社（しんてんしゃ）は、東京都台東区にある出版社。主に国文学に関する学術図書を刊行する。

## 概要
主に研究書・教科書・その他一般書の出版及び販売をおこなっている。この他、web制作、印刷物制作などもおこなう。

## 主な出版物
- 新典社研究叢書
- 新典社叢書
- 新典社選書
- 新典社新書
- 古代中世文学論考

## 所在地
移転前（～2021年11月5日）
- 〒101-0051　東京都千代田区神田神保町1-44-11

移転後（2021年11月8日～）
- 〒111-0041　東京都台東区元浅草2-10-11 吉延ビル4F

移転後（2025年7月7日～）
- 〒134-0015　東京都江戸川区西瑞江4-21-28